# Gastropion sanmatiensis
Gastropion sanmatiensis är en djurart som tillhör fylumet slemmaskar, och som beskrevs av Moretto 1998. Gastropion sanmatiensis ingår i släktet Gastropion och familjen Lineidae. Inga underarter finns listade i Catalogue of Life.